# Joseph Drechsler
Joseph Drechsler, także Josef, właśc. Traxler (ur. 26 maja 1782 w Wällisch-Birken ob. Vlachovo Březí, zm. 27 lutego 1852 w Wiedniu) – austriacki kompozytor, dyrygent i organista pochodzenia czeskiego.

## Życiorys
W młodości studiował prawo i teologię w Pradze, po 1807 roku poświęcił się jednak całkowicie muzyce. W 1810 roku został chórmistrzem i kapelmistrzem opery dworskiej w austriackim Baden, później pełnił podobną funkcję w teatrze w Bratysławie. W 1815 roku osiadł w Wiedniu, gdzie założył szkołę muzyczną. Wśród jego uczniów znajdował się Johann Strauss (syn). Pełnił też funkcję chórmistrza w kilku wiedeńskich kościołach, m.in. św. Anny.
W 1821 roku został dyrygentem wiedeńskiego Theater in der Josefstadt. W latach 1824–1830 był dyrygentem teatru Leopoldstadt, dla potrzeb którego napisał muzykę do 39 sztuk. W 1844 roku został kapelmistrzem wiedeńskiej katedry św. Szczepana. 

## Twórczość
W swoim czasie wysoko ceniony, m.in. przez Beethovena. Skomponował m.in. 6 oper, 25 singspielów, utwory religijne (16 mszy, Requiem, Te Deum, kantaty, hymny), pieśni, sonaty fortepianowe, kwartety smyczkowe. Największą popularność przyniosła mu muzyka do sztuk Ferdinanda Raimunda.
Był autorem prac teoretycznych Harmonie- und Generalbasslehre (wyd. Wiedeń 1816), Theoretisch-praktischer Leitfaden, ohne Kenntnis des Contrapunktes phantasieren oder präludieren zu können oraz Kleine Orgelschule.